# ガーデン郡区 (アイオワ州ブーン郡)
ガーデン郡区は、アメリカ合衆国、アイオワ州、ブーン郡にある17の郡区の一つである。2000年の国勢調査で、人口は1022人だった。

## 地理
ガーデン郡区は、94.5平方キロメートル（36.47平方マイル)で、組み込まれた自治体(incorporated settlements)はありません。
アメリカ地質調査所によると、この郡区はGarden PrairieとHillsdaleの2つの霊園が含まれています。